# Marzia
Marzia  è un nome proprio di persona italiano femminile. 

## Varianti
- Ipocoristici: Marzina[1], Marsina[1]
- Maschili: Marzio[1][3][4]

### Varianti in altre lingue
- Inglese: Marcia[2][5], Marsha[2]
  - Ipocoristici: Marcy[2][5], Marcie[2][5], Marci[2]
- Latino: Marcia[2], Martia
- Polacco: Marcja
- Portoghese: Márcia[2]
- Spagnolo: Marcia[2]

## Origine e diffusione

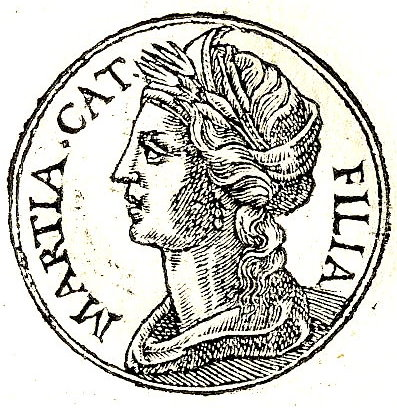
Marzia, moglie di Catone Uticense

Nel nome italiano sono confluiti due diversi nomi latini, Martia e Marcia, le forme femminili rispettivamente di Martius e Marcius: il primo è un nome teoforico dello stesso stampo di Marco, Marziale, Martino e Martana, riferito cioè al dio romano Marte con il significato di "consacrato a Marte". Marcius invece era un cognomen romano, tipico della gens Marcia, formato come patronimico a partire da Marcus, quindi con il significato di "relativo a Marco", "appartenente a Marco", la stessa origine del nome Marciano.
Il nome venne portato da alcune precoci sante martiri e da una leggendaria regina della Britannia, ma è ricordato prevalentemente per via di Marzia, la seconda moglie di Catone l'Uticense, divenuta simbolo di fedeltà coniugale e citata da Dante sia nell'Inferno, tra le anime del Limbo, sia nel Purgatorio. Nei paesi anglofoni, il nome è usato a partire dal XVIII secolo.

## Onomastico
L'onomastico si può festeggiare in memoria di più sante, alle date seguenti:
- 1º marzo, santa Marzia, martire nel IV secolo[7]
- 3 marzo, santa Marzia, martire in Africa con altri compagni[8]
- 5 giugno, santa Marzia, martire a Cesarea in Palestina nel I secolo[8]
- 16 giugno, santa Marzia, martire in Africa[8]
- 21 giugno, santa Marzia, martire a Siracusa insieme a san Rufino[4][9]
- 2 luglio, santa Marzia, martire in Campania sotto Diocleziano[8]
- 11 agosto, santa Marzia o Rusticola, badessa ad Arles[8]

## Persone
- Marzia, seconda moglie di Catone Uticense
- Marzia Caravelli, ostacolista e velocista italiana
- Marzia Fontana, attrice e conduttrice televisiva italiana
- Marzia Piazza, modella venezuelana
- Marzia Provaglio, nobile italiana
- Marzia Sabella, magistrata italiana
- Marzia Ubaldi, attrice, cantante e doppiatrice italiana

### Variante Marcia
- Marcia, madre di Traiano
- Marcia, concubina di Commodo

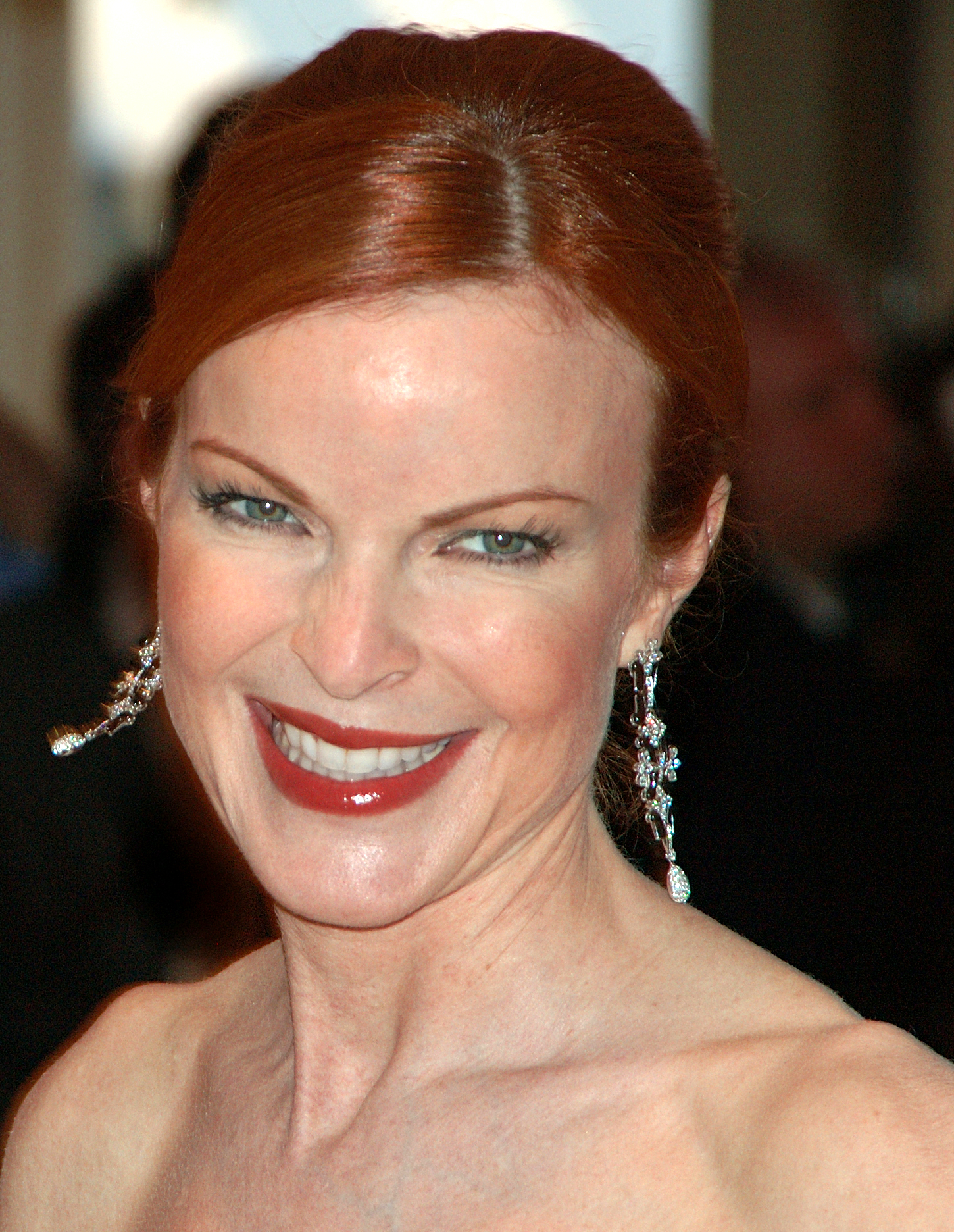
Marcia Cross

- Marcia Furnilla, seconda moglie di Tito
- Marcia Otacilia Severa, augusta dell'Impero romano
- Marcia Cross, attrice statunitense
- Marcia Fudge, politica statunitense
- Marcia Gay Harden, attrice statunitense
- Marcia Lucas, montatrice e produttrice cinematografica statunitense
- Marcia Sedoc, attrice surinamese naturalizzata olandese
- Marcia Strassman, attrice statunitense

### Variante Marsha

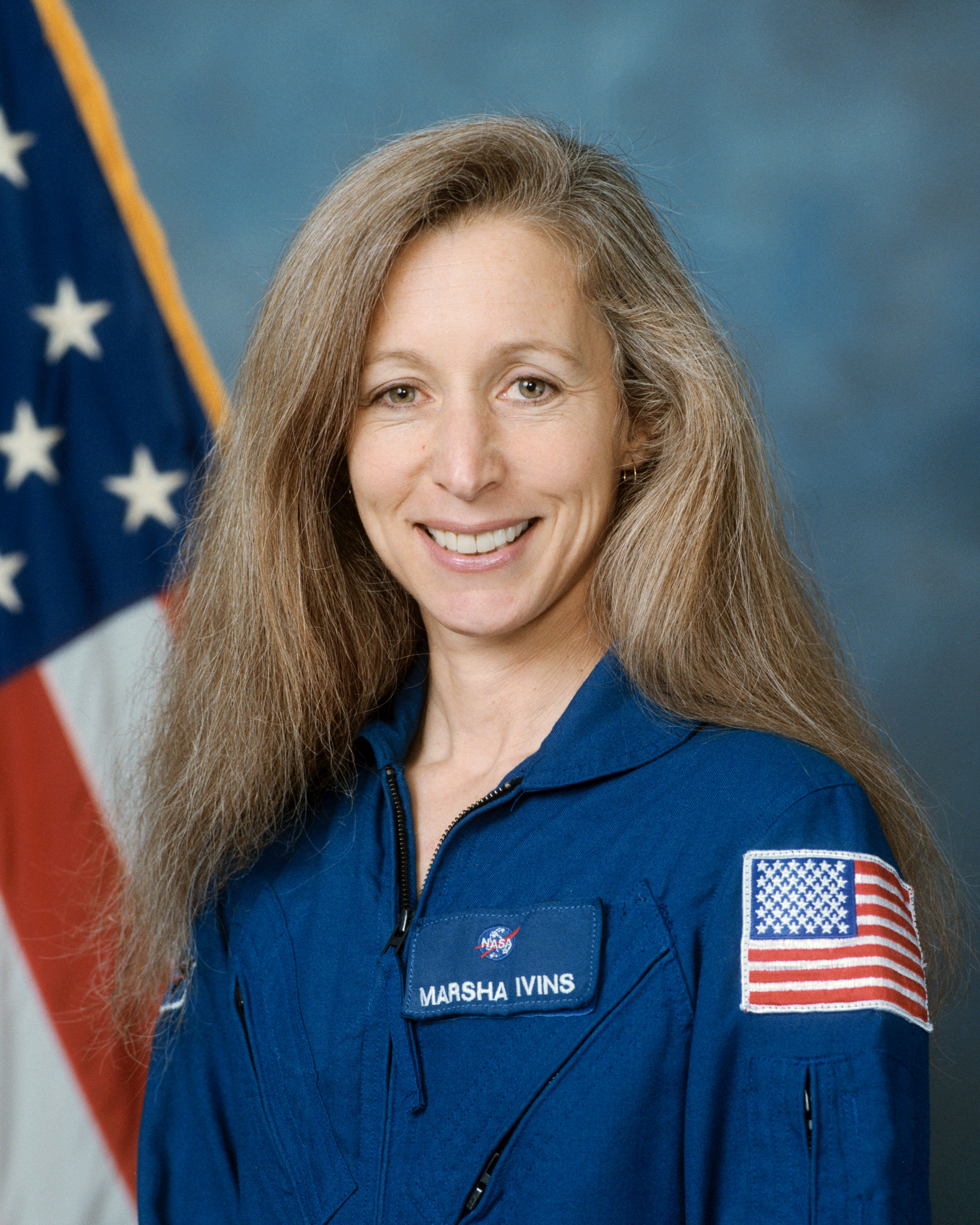
Marsha Ivins

- Marsha Blackburn, politica statunitense
- Marsha Hunt, attrice statunitense
- Marsha Hunt, cantante, attrice e scrittrice statunitense
- Marsha Ivins, astronauta statunitense
- Marsha P. Johnson, attivista statunitense
- Marsha Mason, attrice e regista statunitense
- Marsha Mehran, scrittrice iraniana
- Marsha Thomason, attrice britannica

### Altre varianti
- Marcy Kaptur, politica statunitense
- Marcy Rylan, attrice statunitense
- Márcia Theóphilo, poetessa e antropologa brasiliana

## Il nome nelle arti
- Marzia è un personaggio della serie Pokémon.
- Marcia è il nome di un personaggio di Lucia Ocone proposto a Mai dire domenica, nel 2003.
- Marcie Johnson è un personaggio della serie a fumetti Peanuts.
- Marcy Levy era uno pseudonimo usato da Marcella Detroit, cantautrice e chitarrista statunitense.